# Anathallis microphyta
Anathallis microphyta är en orkidéart som först beskrevs av João Barbosa Rodrigues, och fick sitt nu gällande namn av C.O.Azevedo och Van den Berg. Anathallis microphyta ingår i släktet Anathallis och familjen orkidéer. Inga underarter finns listade i Catalogue of Life.

## Bildgalleri

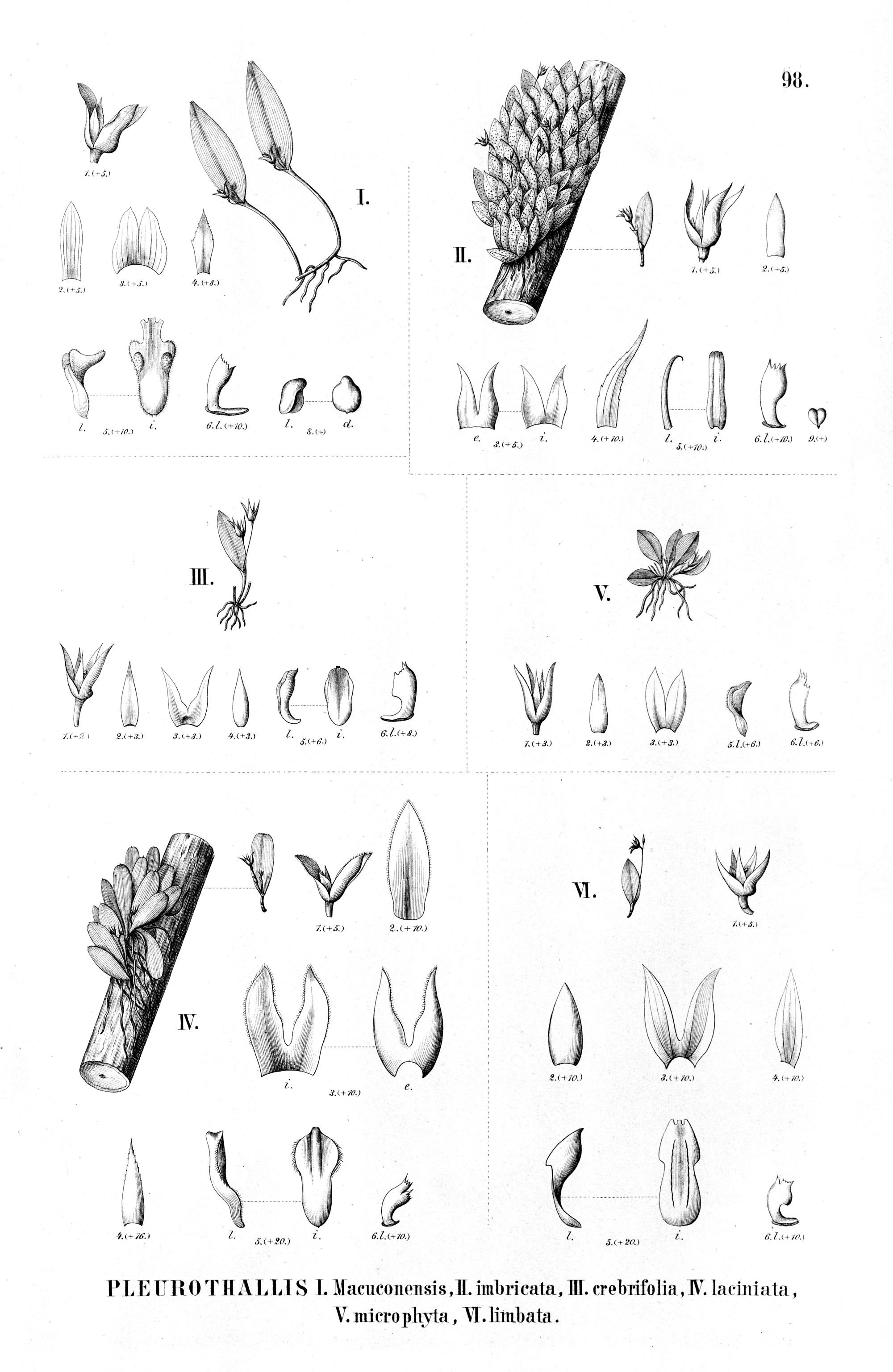
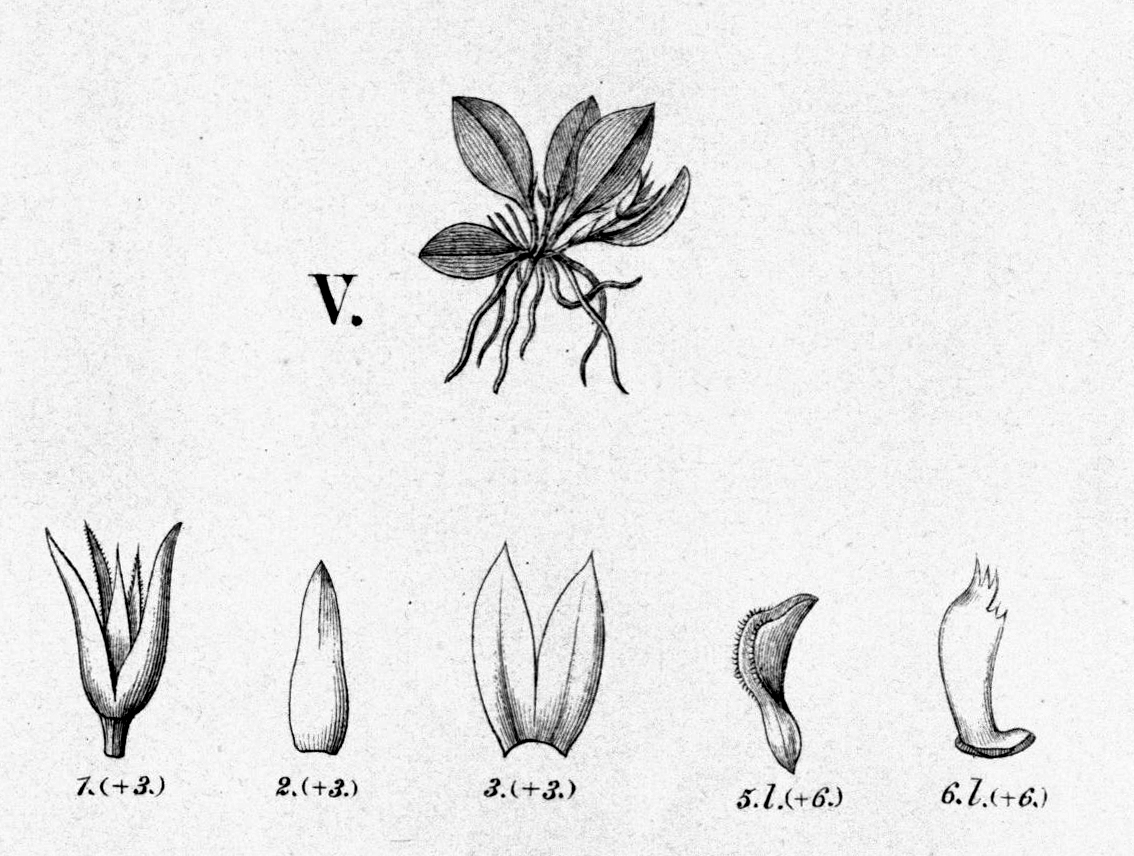